# Cantherhines dumerilii
Monacanthe rayé
Espèce
Cantherhines dumerilii, ou communément nommé Monacanthe rayé, est une espèce de poisson marin démersale de la famille des Monacanthidae. 
Cantherhines dumerili est un poisson de petite taille pouvant atteindre 38 cm de long.
Le Monacanthe rayé fréquente les eaux tropicales de l'Océan Indien, Mer Rouge incluse, et de l'Océan Pacifique. 
Il affectionne les récifs coralliens ainsi que les zones rocheuses où il peut trouver refuge en cas de danger, il se rencontre entre la surface et 35 m de profondeur. 
Il a une activité diurne.